# أرماندو فالاداريس
أرماندو فالاداريس (بالإنجليزية: Armando Valladares)‏ هو دبلوماسي وكاتب وناشط حقوق الإنسان وشاعر أمريكي وكوبي، ولد في 30 مايو 1937 في بينار ديل ريو في كوبا.

## وصلات خارجية
- أرماندو فالاداريس على موقع مونزينجر (الألمانية)